# Książę Józef Poniatowski
Książę Józef Poniatowski – polski czarno-biały niemy film historyczny z 1918 roku w reżyserii Aleksandra Hertza, wyprodukowany przez należącą do niego wytwórnię Sfinks. Film miał swoją premierę w 1918; nie zachował się do czasów współczesnych.
Autorem zdjęć do filmu był Witalis Korsak-Gołogowski, a scenografii Tadeusz Sobocki i Józef Galewski.
W roli tytułowej wystąpił Józef Węgrzyn.
Prawdopodobnie reszta obsady i fabuła pokrywała się ze spektaklem Książę Józef Poniatowski wystawianym w 1917 roku w Teatrze Rozmaitości, również z Węgrzynem w roli głównej.
W 2009 film otrzymał dwie nominacje do Złotej Kaczki – jako najlepszy film historyczno-kostiumowy 100-lecia polskiego kina oraz najlepszy aktor polskich filmów historyczno-kostiumowych dla Józefa Węgrzyna.